# Alex Kava
Alex Kava, właśc. Sharon Kava (ur. w 1960 w Silver Creek, w stanie Nebraska) – amerykańska pisarka, autorka bestsellerów z gatunku thrillerów psychologicznych.
W 1982 ukończyła College of Saint Mary w Omaha. Po ukończeniu studiów, Kava pracowała głównie w reklamie i marketingu. W latach 1992–1996 pracowała w swojej macierzystej uczelni jako dyrektor public relations.

## Życiorys
Alex Kava wychowała się w Silver Creek w stanie Nebraska. Od dziecka marzyła, by pisać powieści. W roku 1982 skończyła college i rozpoczęła samodzielne życie. Założyła firmę, która zajmowała się projektowaniem graficznym dla sektora reklamowego. W roku 1992 zatrudniła się w swej dawnej szkole jako szefowa PR, by cztery lata później rzucić tę pracę i zawodowo zająć się pisaniem książek. Alex Kava jest członkiem stowarzyszenia zrzeszającego autorów thrillerów – Mystery Writers of America oraz podobnej, ale założonej wyłącznie dla kobiet, organizacji Sisters in Crime. Mieszka Omaha w swym rodzinnym stanie Nebraska z dwoma psami – Miss Molly i Scoutem.

## Powieści

### Pojedyncze książki
1. 2004: Fałszywy krok (One False Move)
2. 2007: Trucizna (Whitewash)
3. 2010: Cienie Nocy
4. 2013: Żywioły

### Seria Maggie O'Dell
1. 2000: Dotyk zła (A Perfect Evil)
2. 2001: W ułamku sekundy (Split Second)
3. 2003: Łowca dusz (The Soul Catcher)
4. 2004: Granice szaleństwa (At the Stroke of Madness)
5. 2006: Zło konieczne
6. 2008: Zabójczy wirus
7. 2009: Czarny Piątek – wyd. pol.: 2010
8. 2010: Kolekcjoner (Damaged) – wyd. pol.: 2011
9. 2011: Śmiertelne napięcie – wyd. pol.: 2012
10. 2012: Płomienie śmierci – wyd. pol.: 2013
11. 2013: Ostateczny cel – wyd. pol.: 2014
12. 2017: Przedsmak zła (Before Evil)

### Seria Ryder Creed
1. 2015: Mroczny trop (Breaking Creed) – wyd. pol.: 2014
2. 2015: Ściśle tajne (Silent Creed) – wyd. pol.: 2015
3. 2016: Epidemia (Reckless Creed) – wyd. pol.: 2017
4. 2018: Instynkt łowcy (Lost Creed)[1] – wyd. pol.: 2018
5. 2019: Złowrogie niebo (Desperate Creed) – wyd. pol.: 2020
6. 2020: W mroku lasu (Hidden Creed) – wyd. pol.: 2021
7. 2021: Czerwony śnieg (Fallen Creed) – wyd. pol.: 2022[2]
8. 2023: Zło w ciemnościach (Midnight Creed) - wyd. pol.: 2024